# Cretas

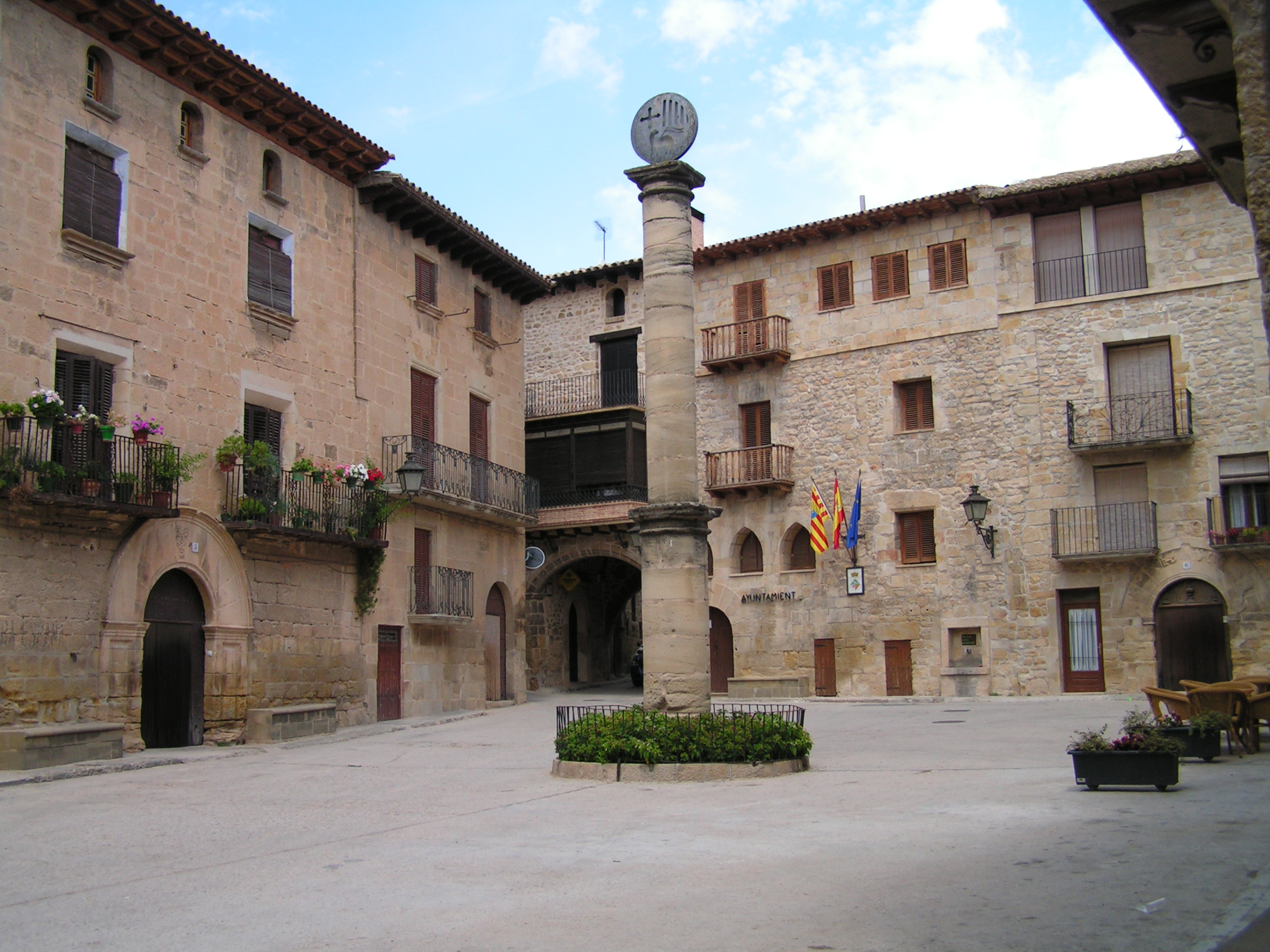
Der Hauptplatz Placa Mayor

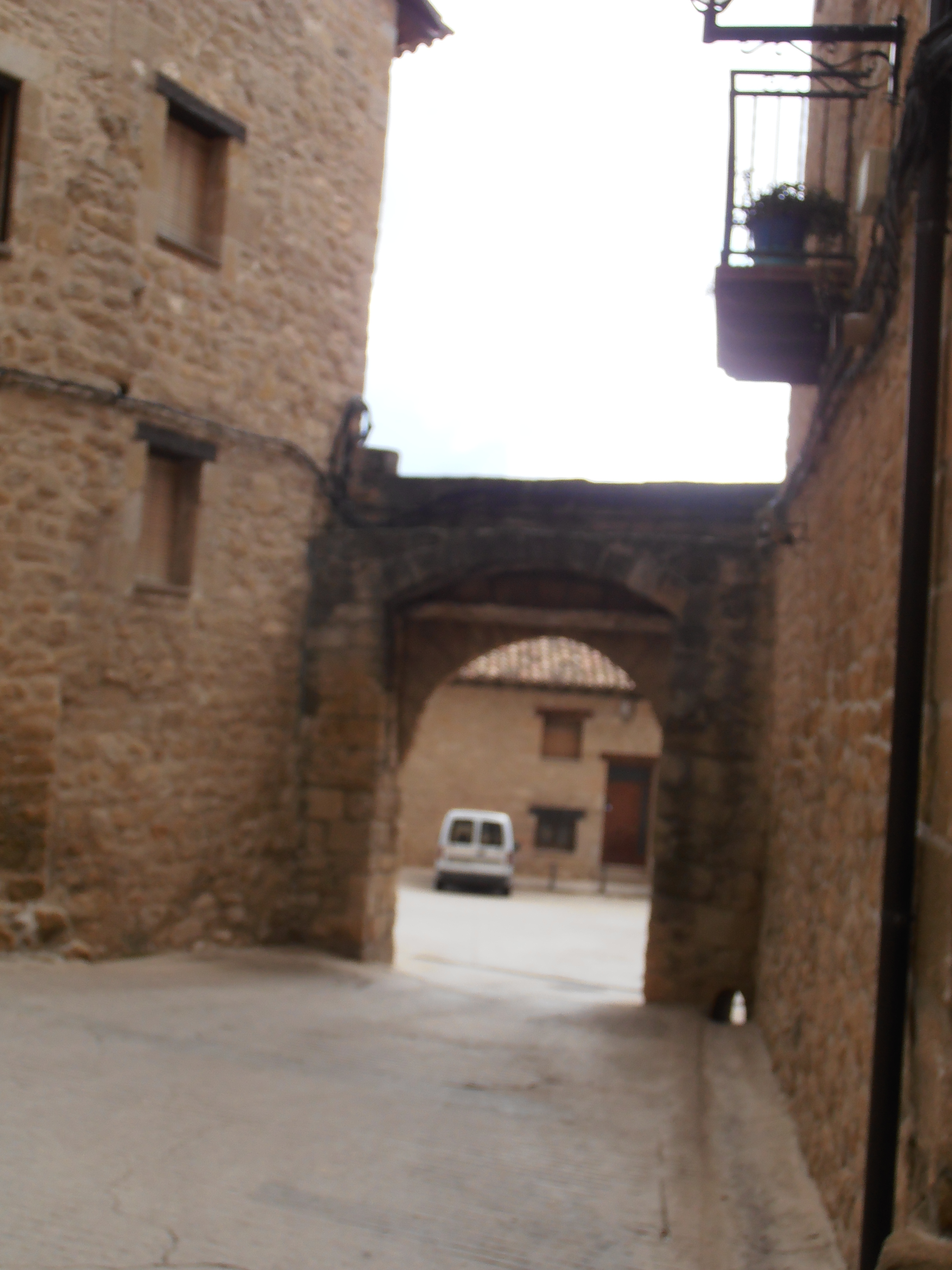
Typische Toreinfahrt

Cretas (katalanisch: Cretes oder Queretes) ist eine spanische Gemeinde in der Provinz Teruel der Autonomen Region Aragón. Sie liegt im Vorland der Ports de Tortosa-Beseit in der Comarca Matarraña (Matarranya) im überwiegend katalanischsprachigen Gebiet der Franja de Aragón zwischen dem Rio Matarraña und dem Río Algars und den Gemeinden Calaceite und Valderrobres an der Grenze zu Katalonien. 2024 hatte die Gemeinde 570 Einwohner. 

## Geschichte
Auf dem Gebiet der Gemeinde finden sich steinzeitliche Höhlenzeichnungen. Zudem gibt es Siedlungsspuren der Iberer. Mit der Reconquista kam der Ort an den Orden von Calatrava.

## Verkehr
Cretas liegt an der Straße A-1413. Eine weitere Straße führt in den Nachbarort Lledó. Auf der ehemaligen Bahnstrecke wurde der Radweg Vía Verde de la Val de Zafán eingerichtet.

## Sehenswürdigkeiten

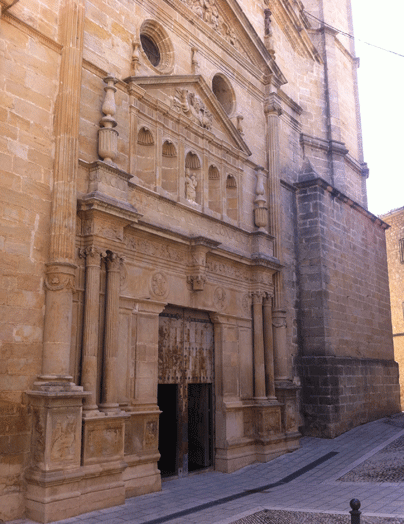
Fassade der Kirche

- Die seit 2001 denkmalgeschützte Mariä-Himmelfahrts-Kirche mit manieristischer Fassade.

## Söhne und Töchter
- Palmira Pla Pechovierto (1914–2007), Pädagogin, 1977 als Parlamentsabgeordnete der PSOE für den Wahlkreis Castelló de la Plana gewählt.
- Juan José Omella Omella (* 1946), römisch-katholischer Geistlicher, Kardinal und Erzbischof von Barcelona.